# 俄羅斯人 (歌曲)
《俄罗斯人》是史汀的一首歌曲，选自他的首张个人专辑《蓝龟之梦》 ，于 1985 年 6 月发行，并于 11 月作为单曲发行。这首歌批判了当时的冷战外交政策和相互保证毁灭（MAD）。斯汀在1986 年格莱美颁奖典礼上演唱了这首歌。 

## 背景
2010 年史汀说，这首歌的灵感来自于在哥伦比亚大学，用肯·沙弗 ( Ken Schaffer )發明的卫星接收器观看蘇聯頻道：  
我大学时一个朋友发明了窃取俄罗斯电视卫星信号的方法。我们会喝些啤酒，爬上小楼梯看俄罗斯电视。 . .晚上我们只看得到儿童節目，跟“芝麻街”類似。他们对孩子们的节目给予的关心和关注给我留下了深刻的印象。我很遗憾我们现在的敌人没有同样的道德观。

## 專輯
音乐录影带由让-巴蒂斯特·蒙迪诺执导，采用类似他之前唐·亨利的“夏日男孩”录影带，受法国新浪潮影响的黑白风格。

## 編曲
这首歌使用了作曲家谢尔盖·普罗科菲耶夫(Sergei Prokofiev) 的基耶中尉中的浪漫主题， 它的前导包括苏联新闻节目Vremya的片段，其中广播员伊戈尔·基里洛夫 (Igor Kirillov ) 说：“......英首相稱与代表米哈伊尔·戈尔巴乔夫的会谈为建设性、现实、务实和友好的交流......”，是指戈尔契夫（当时的领导人是康斯坦丁·契尔年科）和柴契爾夫人1984的会晤。

## 影響
在 2021 年的一次采访中，《终结者 2 》的制片人卡麥隆表示，这首歌启发了他创作剧情的中心人物，10岁男孩约翰康纳：“我被斯汀的歌打动了，“我希望俄罗斯人也爱他们的孩子。”我想，“你知道吗？核战的想法与生命本身是如此对立。”孩子就是从那里来的。” 
斯汀在2022 年俄罗斯入侵乌克兰期间重新录制了这首歌的器樂伴奏版本，收益将用于乌克兰的人道援助。 他说他“从没想过（这首歌）会再次反應時事。但是，鉴于一个人(普丁)血腥而可悲的错误决定，入侵一个和平、不具威胁的邻居，这首歌再次呼吁我们共同的人性。” 

## 音樂列表
7″ single
1. “俄罗斯人” – 3:57
2. “加布里埃尔的消息” – 2:15

12″ maxi
1. “俄罗斯人” – 3:57
2. “加布里埃尔的消息” – 2:10
3. “我为你燃烧”（现场錄音）– 4:40

## 人员
|  |  |

## 排行榜
| Chart (1985–1986)                    | Peak position |
| ------------------------------------ | ------------- |
| Australia (Kent Music Report)        | 11            |
| 比利时佛兰德（Ultratop五十强单曲榜） | 7             |
| Canada Adult Contemporary (RPM)      | 13            |
| Canada Top Singles (RPM)             | 35            |
| Europe (Music & Media)               | 1             |
| 法国（法國唱片出版業公會單曲榜）     | 2             |
| Ireland (IRMA)                       | 11            |
| Italy (Musica e dischi)              | 1             |
| 荷兰（荷蘭四十強單曲榜）             | 7             |
| 荷兰（百强单曲榜）                   | 8             |
| 新西兰（新西兰唱片音乐协会单曲榜）   | 25            |
| 瑞典（瑞典最熱榜）                   | 16            |
| 瑞士（瑞士热门音乐榜）               | 13            |
| 英國（官方榜单公司單曲榜）           | 12            |
| 美国（《告示牌》百大單曲榜）         | 16            |
| 美國（《告示牌》主流搖滾歌曲榜）     | 34            |
| 西德（GfK娱乐榜单）                  | 4             |

| Chart (1986)                          | Position |
| ------------------------------------- | -------- |
| Australia (Kent Music Report)         | 53       |
| Belgium (Ultratop Flanders)           | 91       |
| Europe (European Hot 100)             | 14       |
| West Germany (Official German Charts) | 50       |

## 认证
| 国家 | 认证 | 日期   | 销售认证 | 实體销售 |
| ---- | ---- | ------ | -------- | -------- |
| 法国 | 金質 | 1986年 | 500,000  | 476,000  |